# Freeez
Freeez war eine britische Disco- und Funk-Gruppe, die 1978 gegründet wurde und 1983 einen weltweiten Erfolg mit dem Titel I. O. U. hatte.

## Leben
John Rocca war zunächst Plattenverkäufer in London und vertrieb hauptsächlich Jazz- und Funkplatten aus den USA. Ein Stammkunde ließ ihn in seiner Band singen. Im folgenden halben Jahr gab es gemeinsame Auftritte bei einem Afro-Friseur.
1978 gründete Rocca zusammen mit Peter Maas, Paul Morgan und Andy Stennett die Formation Freeez. Namensgeber war ein Funk-Instrumental von Rodney Franklin namens The Groove. Dieses Lied hatte plötzliche Pausen, in denen alles erstarrt als wäre es eingefroren. „Freeez!“ bedeutet auch „Stop - stehenbleiben!“ und wird von amerikanischen Polizisten gerufen, wenn sie verdächtige Personen anhalten.
1978 brachten Freeez bei ihrem eigenen Label Pink Rhythm ihre erste Single Keep in Touch heraus, die ein Hit in den UK-Charts wurde (Platz 49). 1981 wechselte die Gruppe zum Label Beggars Banquet und veröffentlichten die Single Southern Freeze. Die Single erreichte die Top 10 im Vereinigten Königreich (Platz acht). Einige Wochen später stieg Flying High auf Position 35 in der heimatlichen Hitparade.
Zeitweise hatte die Band nun bis zu sieben Mitglieder, darunter Gordon Sullivan, George Whitmore und Sängerin Alison Gordon. Durch diverse Meinungsverschiedenheiten schrumpften Freeez 1983 bis auf zwei Personen, John Rocca und Peter Maas, zusammen. Im selben Jahr schrieb der US-amerikanische House-Produzent Arthur Baker für das Duo den Titel I. O. U., der in den britischen Charts Platz zwei, in den deutschen Singlecharts Platz acht und in der Schweiz Platz fünf erreichte.
Die Nachfolgesingle Pop Goes My Love platzierte sich im Herbst 1983 auf Position 26 in Großbritannien und auf Position 52 in Deutschland. Love’s Gonna Get You, das im November 1983 lediglich Platz 80 der UK-Charts erreichte, war der vorerst letzte Freeez-Hit. Schon kurze Zeit später trennten sich die Musiker. Rocca und Stennet gründeten das erfolglose Projekt Pink Rhythm, während Maas, Morgan, Billy Crichton und Louis Smith ohne größere Beachtung Freeez fortführten. Nur John Rocca konnte einige Erfolge als Solist verbuchen.
Anfang 1987 kehrte I. O. U. als Remix in die britischen Charts zurück und erreichte Platz 23. Eine neue Version von Southern Freeez stand dort Mitte des Jahres auf Platz 63.
I. O. U. wurde diverse Male gecovert. Die 2002er Version der Phonkillaz aus Köln fand Verwendung als Titelmusik der RTL-Sendung Die 80er Show.

## Diskografie

### Alben
- 1981: Southern Freeze
- 1983: I. O. U.
- 1983: Gonna Get You
- 1984: Anti-Freeez (Wiederveröffentlichung älterer Stücke)
- 1985: Idle Vice
- 1993: Freeez Frame! – The Best of Freeez

### Singles
- 1980: Keep in Touch
- 1980: Stay / Hot Footing It
- 1981: Flying High
- 1981: Southern Freeze
- 1981: Anti-Freeez
- 1982: One to One
- 1983: I. O. U.
- 1983: Pop Goes My Love
- 1983: Love’s Gonna Get You
- 1983: I. O. U. (Megamix) (Promo)
- 1983: A - E - I - O - U (nur Mexiko)
- 1983: Gonna Get You Megamix (Promo)
- 1985: That Beats My Patience
- 1985: Train of Thoughts
- 1987: I Want It to Be Real
- 1990: I. O. U. / Southern Freeez
- 2005: I. O. U. / Pop Goes My Love / Love’s Gonna Get You